# روث وایت (نویسنده)

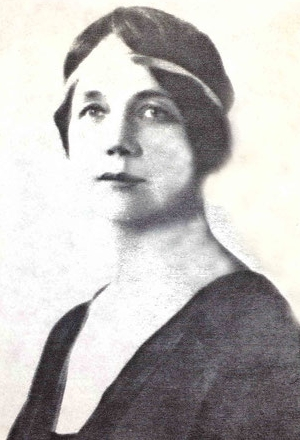
نگاره‌ای از روث وایت، نویسندهٔ آمریکایی

روث وایت (Ruth White)، نویسندۀ آمریکایی است. او مدتی بهایی بود اما بعد از مدتی از بهاییت خارج شد. علت خروج او از بهاییت، ادعای وی مبنی بر جعلی بودن وصیت‌نامه عبدالبها می‌باشد. او در بخشی از ادعای خود مطرح می‌کند که عبدالبهاء به هیچ عنوان از سلسه مراتب قدرت طرفداری نکرد. منشیان و دستیاران عبدالبهاء اصالت وصیت‌نامه عبدالبهاء را تأیید کردند و مخالفتهای او تأثیری در جامعه بهائی آمریکا نگذاشت.